# Abu Sa'id al-Khudri
Abū Saʿīd ibn Mālik b. Sinān al-Khazrajī al-Khudrī (in arabo ﺍﺑﻮ ﺳﻌﻴﺪ ﺑﻦ ﻣﺎﻟﻚ ﺑﻦ ﺳﻨﺎﻥ ﺍﻟﺨﺰﺭﺟﻲ ﺍﻟﺨﺪﺭﻱ‎?; Yathrib, verso il 612 – Medina, 693) è stato un Sahaba.
Ansar di Yathrib (poi Medina), fu uno dei più giovani Compagni di Maometto. Era troppo giovane per combattere nella battaglia di Uhud nel 625, al contrario di suo padre, Mālik b. Sinān che vi partecipò, trovandovi la morte. Prese però parte alle operazioni militari successive. 
Sebbene si fosse recato una volta in Siria per rendere visita al califfo omayyade Mu'awiya ibn Abi Sufyan, visse a Medina  per tutta la sua vita. Più tardi si dice avesse preso parte coi suoi seguaci medinesi alla difesa della propria città natale, attaccata dalle forze califfali nei giorni successivi all'inusitata nomina a califfo di Yazīd I, predisposta dal padre Muʿāwiya, e alla battaglia della Seconda Harra del 683 (64 del calendario islamico). 
È stato uno dei tradizionisti più prolifici e figura al settimo posto con i suoi 1170 ʾaḥādīth che lo annoverano tra i loro rawi.
Si crede sia morto verso il 682, 683, 684, o addirittura nel 693.